# Muhammad ben Yaqub
Abû Ziyân Muhammad ben Ya`qûb (محمد بن يعقوب, ⵎⵓⵃⵎⵎⴷ ⴱⵏ ⵢⴰⵄⵇⵓⴱ ) est né au Maroc à une date inconnue. Il est un petit-fils d'Abû al-Hasan ben `Uthmân réfugié à la cour de Castille. Il a pris le titre de sultan mérinide en 1362 régnant sur le Maroc après la période dite du « règne des vizirs ». Il est mort en 1366.

## Histoire
Au début du règne d'Abû Ziyân Muhammad, le royaume était amputé du Sud, de la façade saharienne et de l'ouest algérien. Abû Ziyân Muhammad essaya d'échapper à la tutelle de son vizir et envisagea de le mettre à mort. Ce dernier prévenu du complot fit étrangler son maître en 1366. Le vizir remplaça le Sultan par Abû Fâris `Abd al-`Azîz, un des fils Abû al-Hasan qui jusque-là, avait été tenu enfermé dans le palais de Fès.

## Sources
- Charles-André Julien, Histoire de l'Afrique du Nord, des origines à 1830, édition originale 1931, réédition Payot, Paris, 1994
- Le site en arabe http://www.hukam.net/